# Алепаулские курганы
Алепаулские курганы — археологический памятник бронзового века (15—13 вв. до н. э.) в Казахстане. Находятся на левом берегу реки Нура Карагандинской области, близ зимовья Алепаул. Исследовались Нуринской экспедицией (1933) Государственной академии истории материальной культуры (руководитель П. С. Рыков). Памятник относятся к андроновской культуре. В 10 могильниках найдены ящики с захоронениями, трупоположение в согнутом положении на боку, головой на юго-восток или северо-восток. Среди находок глиняные сосуды с геометрическим орнаментом, медная серьга, покрытая золотом, бронзовые наконечники стрел, свидетельствующие о развитой материальной культуре племён, населявших Центральный Казахстан в этот период.